# Témkino
Témkino (en ruso: Тёмкино) es un asentamiento rural y pueblo de Rusia, capital del raión homónimo en la óblast de Smolensk. Se ubica aproximadamente a 200 kilómetros de Moscú.
En 2021, el pueblo tenía una población de 2300 habitantes. En el territorio del asentamiento no hay pedanías.
Considerado el último lugar de descanso de Santa Macaria, se ha convertido en un centro de peregrinación para los seguidores de la fe ortodoxa rusa, la cual fue canonizada por sus poderes para curar.
Témkino fue ocupada por las fuerzas alemanas durante la Segunda Guerra Mundial y todavía está rodeada por trincheras y fortificaciones. En los lugares de las batallas que ahora ocupan campos, todavía se desentierra munición.
Témkino era un destino vacacional preferente para los moscovitas, con sus manantiales subterráneos que se cree que tienen poderes sanadores y recuperadores.
Se ha construido recientemente una nueva iglesia ortodoxa rusa, íntegramente de madera, en el centro del pueblo.